# 1,12-dodecanodiol
El 1,12-dodecanodiol es un diol de fórmula molecular C12H26O2. Los dos grupos hidroxilo están en los extremos de una cadena lineal de doce átomos de carbono.

## Propiedades físicas y químicas
El 1,12-dodecanodiol es un sólido blanco —con aspecto de escamas o polvo— que tiene su punto de fusión a 81 °C y su punto de ebullición a 365 °C (190 °C cuando la presión es de solo 12 mmHg).
Posee una densidad ligeramente superior a la del agua, 1,032 g/cm³.
El valor estimado del logaritmo de su coeficiente de reparto, logP ≃ 3,7, indica una solubilidad considerablemente mayor en disolventes apolares que en agua.
Así, es soluble en etanol y éter dietílico caliente, y prácticamente insoluble en agua (solubilidad estimada de apenas 29 mg/L).
En cuanto a su reactividad, este compuesto es incompatible con cloruros de acilo, anhídridos de ácidos, agentes oxidantes, agentes reductores y cloroformiatos.
Es una sustancia combustible que tiene su punto de inflamabilidad a 176 °C y su temperatura de autoignición a 300 °C.

## Síntesis y usos
La reducción del ácido dodecanodioico permite obtener 1,12-dodecanodiol. Esta puede llevarse a cabo usando como catalizador fenilsilano (PhSiH3) y (COD)Fe(CO)3 bajo irradiación ultravioleta a temperatura ambiente, siendo el rendimiento del 94%.
Otra manera de producir este diol es tratando el diéter 1,12-dialiloxidodecano con un reactivo de titanio de valencia baja [Ti(O)].
Igualmente, haciendo reaccionar dodecametilenimina con metanol y ácido glicólico se obtiene 1,12-dodecanodiol con un rendimiento del 56%; la reacción transcurre a 300 °C y 14,5 MPa de presión durante 240 minutos.
Otra forma de sintetizar este diol es por bioconversión de una mezcla de dodecano y 1-dodecanol, mediante la enzima alcano monooxigenasa CYP153A, en cepas de Escherichia coli modificada genéticamente.
El 1,12-dodecanodiol es, a su vez, precursor de diversos compuestos, como el dodec-11-in-1-ol (intermediario principal para la síntesis de feromonas), al que se llega por hidratación selectiva a 330-350 °C, bromación y tratamiento con hidróxido de potasio.
Este diol también se ha empleado para sintetizar 1-triacontanol, estimulante para el crecimiento en plantas.
En este método, el 1,12-dodecanodiol, tras bromación de transferencia de fase y reacción con trifenilfosfina, proporciona bromuro de 1-hidroxi-12-trifenilfosfonio; la reacción de Wittig de este último compuesto con octadecanal y la subsiguiente hidrogenación permiten obtener el 1-triacontanol.
El 1,12-dodecanodiol tiene aplicaciones como componente de recubrimientos, plastificantes, agentes de suspensión y síntesis biomédicas. Además, puede reemplazar al 1,6-hexanodiol en la fabricación de poliésteres y poliuretanos, ya que ofrece una mayor resistencia química y una menor absorción de agua.
Por ejemplo, puede formar parte de composiciones de poliuretano a base de copolímeros de poliéster-poliéter, adecuados para su uso como adhesivos de fusión en caliente que se endurecen por humedad. También en polímeros que contienen fósforo y muestran un comportamiento de cristal líquido termotrópico.
Este diol se ha empleado en la manufactura de nanofibras electrohiladas de poli(éster amida) degradables, material que posee diversas aplicaciones biomédicas en sistemas de administración de medicamentos, hidrogeles, ingeniería de tejidos o portadores de genes. Dichas fibras, constituidas por L-alanina y ácido sebácico además de 1,12-dodecanodiol, son cargadas para posteriores usos con agentes antimicrobianos como plata y clorhexidina.